# رئيس وزراء مولدوفا
رئيس وزراء مولدوفا هو رئيس حكومة مولدوفا. يتم تعيين رئيس الوزراء رسمياً من قبل الرئيس ويمارس السلطة التنفيذية مع مجلس الوزراء التابع للبرلمان، رئيس الوزراء الحالي هو أيون تشيكو خلفًا لمايا ساندو.

## قائمة رؤساء وزراء مولدوفا

### جمهورية مولدوفا الديمقراطية (1917–1918)
- بانتيليمون إرهان ( 7/20 ديسمبر 1917 - 13/26 يناير 1918)
- دانيال سيوجوريانو ( 16/29 يناير 1918 - 8/21 أبريل 1918)
- بترو كازاكو ( 9/22 أبريل 1918 - 29 نوفمبر / 12 ديسمبر 1918)

### جمهورية مولدوفا الاشتراكية السوفياتية(1940-1991)

#### رؤساء مجلس المفوضين الشعبيين
- تيون كونستانتينوف (2 أغسطس 1940 - 17 أبريل 1945)، في المنفى في جمهورية روسيا الاتحادية الاشتراكية السوفياتية، بين يونيو 1941 وأغسطس 1944
- نيكولاي كوفال (17 أبريل 1945 - 4 يناير 1946)
- غريسم رودي (5 يناير - 4 أبريل 1946)

#### رؤساء مجلس الوزراء
- غريسيم رودي (4 أبريل 1946 - 23 يناير 1958)
- الكسندر ديورديك (23 يناير 1958 - 15 أبريل 1970)
- بترو باسكاري (24 أبريل 1970 - 1 أغسطس 1976) (المرة الأولى)
- Semion Grossu (1 أغسطس 1976 - 30 ديسمبر 1980)
- أيون أوستيان (30 ديسمبر 1980 - 24 ديسمبر 1985)
- إيفان كلين (24 ديسمبر 1985-10 يناير 1990)
- بترو باسكاري (10 يناير - 26 مايو 1990) (المرة الثانية)

### جمهورية مولدوفا(1991 حتى الآن)
الاحزاب السياسية
  الجبهة الشعبية لمولدوفا
  الحزب الزراعي في مولدوفا
  تحالف من أجل الديمقراطية والإصلاح
  الحزب الشيوعي المولدوفي
  الحزب الديمقراطي الليبرالي في مولدوفا
  الحزب الليبرالي (مولدوفا)
  حزب العمل والتضامن
  مستقل
الحالة
| تسلسل | الصورة               | الاسم الميلاد–الوفاة                              | تاريخ البدء    | تاريخ الانتهاء | الحزب السياسي                                                       |
| ----- | -------------------- | ------------------------------------------------- | -------------- | -------------- | ------------------------------------------------------------------- |
| 1     |                      | فاليريو مورافشي (1949–2020)                       | 28 مايو 1991   | 1 يوليو 1992   | الجبهة الشعبية                                                      |
| 2     |                      | أندريه سانجلي (1944–)                             | 1 يوليو 1992   | 24 يناير 1997  | الحزب الزراعي الديمقراطي                                            |
| 3     |                      | أيون سيوبوك (1943–2018)                           | 24 يناير 1997  | 1 فبراير 1999  | تحالف من أجل الديمقراطية والإصلاح                                   |
| 4     | Ion Sturza (cropped) | أيون ستورزا (born 1960)                           | 19 فبراير 1999 | 12 مارس 1999   | تحالف من أجل الديمقراطية والإصلاح                                   |
| 4     | Ion Sturza (cropped) | أيون ستورزا (born 1960)                           | 12 مارس 1999   | 21 ديسمبر 1999 | تحالف من أجل الديمقراطية والإصلاح                                   |
| 5     |                      | دوميترو براغيتش (1957–)                           | 21 ديسمبر 1999 | 19 أبريل 2001  | مستقل                                                               |
| 6     |                      | فاسيلي تارليف (1963–)                             | 19 أبريل 2001  | 31 مارس 2008   | الحزب الشيوعي                                                       |
| 7     |                      | زينيدا غريسيانيي (1956–)                          | 31 مارس 2008   | 14 سبتمبر 2009 | الحزب الشيوعي                                                       |
| —     |                      | فيتالي بيرلوج (1974–) القائم بأعمال رئيس الوزراء  | 14 سبتمبر 2009 | 25 سبتمبر 2009 | الحزب الشيوعي                                                       |
| 8     |                      | فلاد فيلات (1969–)                                | 25 سبتمبر 2009 | 30 مايو 2013   | الحزب الديمقراطي الليبرالي (التحالف من أجل التكامل الأوروبي)        |
| 9     |                      | ايوري ليانكي (1963–)                              | 30 مايو 2013   | 18 فبراير 2015 | الحزب الديمقراطي الليبرالي (التحالف المؤيد لأوروبا)                 |
| 10    |                      | شيريل جابوريتشي (1976–)                           | 18 فبراير 2015 | 22 يونيو 2015  | مستقل                                                               |
| —     |                      | ناتاليا غيرمان (1969–) القائم بأعمال رئيس الوزراء | 22 يونيو 2015  | 30 يوليو 2015  | الحزب الديمقراطي الليبرالي (التحالف السياسي لمولدوفا الأوروبية)     |
| 11    |                      | فاليريو ستريليت (1970–)                           | 30 يوليو 2015  | 30 أكتوبر 2015 | الحزب الديمقراطي الليبرالي (التحالف من أجل التكامل الأوروبي الثالث) |
| —     |                      | جورجي بريجا (1951–) القائم بأعمال رئيس الوزراء    | 30 أكتوبر 2015 | 20 يناير 2016  | الحزب الليبرالي (التحالف من أجل التكامل الأوروبي الثالث)            |
| 12    |                      | بافيل فيليب (1966–)                               | 20 يناير 2016  | 8 يونيو 2019   | الحزب الديمقراطي                                                    |
| 13    |                      | مايا ساندو (1972–)                                | 8 يونيو 2019   | 14 نوفمبر 2019 | حزب العمل والتضامن                                                  |
| 14    |                      | أيون تشيكو (1972–)                                | 14 نوفمبر 2019 | 31 ديسمبر 2020 | مستقل                                                               |
| —     |                      | أوريليو سيوكوي 1968–)                             | 31 ديسمبر 2020 | 6 أغسطس 2021   | مستقل                                                               |
| 15    |                      | ناتاليا غافريليتا 1977–)                          | 6 أغسطس 2021   | 16 فبراير 2023 | حزب العمل والتضامن                                                  |
| 16    |                      | دورين ريسين 1974–)                                | 16 فبراير 2023 | حاليا          | مستقل                                                               |